# Dinocryptus semialatus
Dinocryptus semialatus är en stekelart som beskrevs av Gupta 1983. Dinocryptus semialatus ingår i släktet Dinocryptus och familjen brokparasitsteklar. Inga underarter finns listade i Catalogue of Life.